# Francesco Pitti

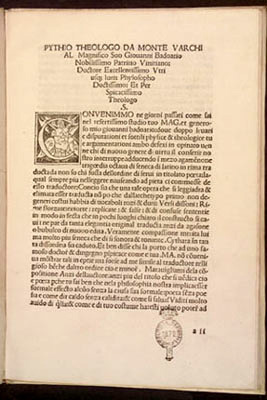
Incipit dell'Ippolito di Seneca tradotto da Pizio da Montevarchi

Francesco Pitti (Montevarchi, XV secolo – XVI secolo) è stato un poeta e umanista italiano.

## Biografia
Nato da quel ramo dei Pitti che a Levanella possedevano una fattoria, da novizio dell'ordine dei Frati Minori Cappuccini intraprese a Firenze studi universitari che si conclusero il 10 giugno 1493 con il baccalaureato in teologia. Nella capitale toscana ebbe modo anche di sviluppare la sua passione per le lettere frequentando la scuola poetico-latina che faceva capo a Ugolino di Vieri. Poi però, presi i voti, fu trasferito a Venezia.
Nella città lagunare conobbe il letterato veneziano Giovanni Badoer e il poeta senese Filippo Galli. Insieme costituirono una società letteraria di indirizzo arcadico che culminò nella composizione di un Opus Pastoralis di quattro prose e quattro egloghe che hanno per protagonisti Phytio (Pitti), Phylenio (Galli) e Phylareto (Badoer). Da quel momento lo pseudonimo letterario di Francesco Pitti rimase definitivamente Pizio da Montevarchi.
Il suo nome d'arte divenne celebre a partire dal 2 ottobre 1497 quando a Venezia, dalla stamperia di Cristoforo de Pensi, uscì la sua traduzione in volgare dell'Ippolito di Seneca, la prima in endecasillabi e strofe di settenari nello stile dell'egloga che diventò subito un best seller.
A firma di Pizio, ma quasi sicuramente risalente al periodo fiorentino, è anche una traduzione in terzine dantesche, dell'Hercules Furens, sempre di Seneca, che è conservata, manoscritta, nel codice 106 della Biblioteca Classense di Ravenna.